# Meßle
Das Meßle, Maßlel oder Meßlein, war ein Württembergisches Volumen- und Getreidemaß. Seine Gültigkeit reichte von 1557 bis etwa 1806.
- 1 Meßle = 2 Eckle/Ecklein = 8 Viertele = 1,384 Liter
- 2 Meßle = 1 Achtel

Im Großherzogtum Baden  war
- 1 Meßle = 75 7/12 Pariser Kubikzoll = 1 ½ Liter
- 10 Meßle = 1 Sester
- 100 Meßle = 1 Malter
- 1000 Meßle = 1 Zuber

Als Überlinger Fruchtmaß war
- 1 Immi = 4 Meßle = 4,1401 Liter
- 1 Meßle = 1,5531 Liter (?)